# Louise de Maisonblanche
Louise de Maisonblance (17. června 1676 – 12. září 1718) byla francouzská šlechtična. Byla nelegitimním potomkem krále Ludvíka XIV. a jeho milenky Claude de Vin des Œillets. Po sňatku s Bernardem de Prez se stala baronkou La Queue.

## Život

### Mládí

Otec Louise de Maisonblanche, francouzský král Ludvík XIV.

Louise de Maisonblanche se narodila 17. června 1676 v Paříži své matce Claude de Vin des Œillets, která v té době byla milenkou francouzského krále Ludvíka XIV. a dvorní dámou jeho tehdejší hlavní milenky Madame de Montespan. Původně byla vedena jako dcera kapitána kavalerie Philippe de Maisonblanche a jeho manželky, Lady Gabrielle de La Tour.
Jelikož její matka byla známá tím, že měla několik milenců současně, král se k otcovství nehlásil ihned. Zajímat se o ni začal až v pozdějším věku, kdy mu začala být podobná vzhledem. Nikdy ji však oficiálně nepřiznal jako svou dceru a v dospělosti zůstala chudá.
Byla vychovávána v Paříži svou matkou a nikdy se jí nedostalo tolika pozornosti, jako ostatním královým levobočkům. Chvíli žila v zámku Suisnes, kde její matka v roce 1687 zemřela. Poté byla umístěna do péče sourozenců François a Catherine Le Signerre v Mulcentu.

### Manželství a pozdější život
Louise zůstala v Mulcentu spolu se sourozenci Le Signerresovými až do svých dvaceti let. Dne 17. dubna 1696 se provdala za Bernarda de Prez, barona z La Queue, poručíka burgundského pluku. Svatbu organizoval Alexandre Bontemps, králův strážce komnat, který daroval jako věno 40 tisíc pařížských liber, stříbro a šperky nevěstě. Tento dar byl nesrovnatelný s ostatními nelegitimními dcerami; v roce 1680 dostala Marie Anna de Conti ke sňatku 1 milion pařížských liber. Stejně tak byla obdarována Luisa Františka Bourbonská v roce 1685 a Františka Marie Bourbonská dostala dokonce 2 miliony pařížských liber a vdávala se v Palais-Royal.

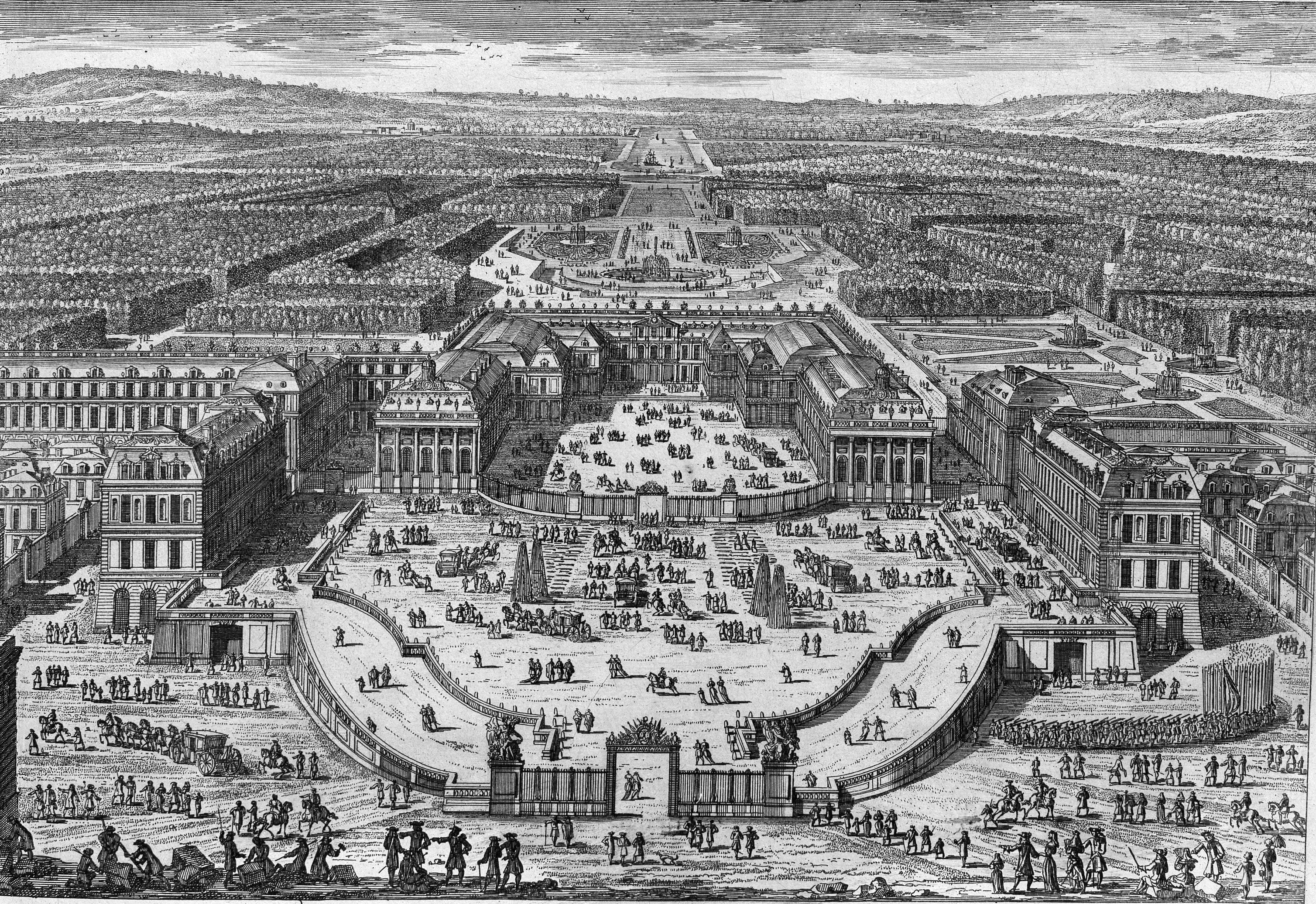
Palác ve Versailles okolo roku 1682 od Adama Perelle

Louise zemřela dne 12. září 1718 na neštovice.

## Potomstvo
Louise de Maisonblanche měla se svým manželem 11 dětí, z nichž se 6 dožilo dospělosti:
- Louise-Renné de Prez (27. října 1699 – 1705), zemřela ve věku 6 let
- Louis-Bernard de Prez (narodil se a zemřel 17. března 1701)
- Charlotte-Angélique de Prez (11. října 1703 – 1723), zemřela na podchlazení ve věku 19 nebo 20 let po pádu do jezera
- Louis-Charles-Timothée de Prez (14. října 1704 – 1746), oženil se s Madeleine-Margueritte-Charlotte Soulaigre de Fossés a zemřel po pádu z koně
- Syn, pravděpodobně jménem Stanislas-Henri de Prez (narodil se a zemřel 4. září 1706)
- Alexandre-Paul-Cyr de Prez (5. srpna 1708 – 8. října 1777), oženil se během života dvakrát a zemřel přirozenou smrtí
- Louise-Catherine de Prez (16. června 1709 – 1756), provdala se za Timothée de Vaultiera
- Françoise de Prez (5. ledna 1711 – 1715), zemřel na spálu ve věku 3 nebo 4 let
- Guillame-Jacques de Prez (15. listopadu 1713 – 5. října 1804), zemřel přirozenou smrtí
- Marguerite-Francoise de Prez (15. května 1715 – 1786), zemřela přirozenou smrtí
- Philippe-Charles de Prez (8. srpna 1718 – únor 1719), zemřel ve věku 6 měsíců